# Leven en werken van de Kabouter
Leven en werken van de Kabouter is een quasiwetenschappelijk werk over het leven en werken van kabouters door Rien Poortvliet en Wil Huygen. Het boek verscheen in 1976 en is vertaald in 21 talen. Er werden meer dan vier miljoen exemplaren van verkocht.
Het boek is op een wetenschappelijke manier geschreven. Op verscheidene plaatsen in het boek worden andere (fictieve) onderzoekers aangehaald en zo nodig gecorrigeerd. Desondanks is het boek geschikt voor alle leeftijden.
Onderwerpen die in het boek behandeld worden, zijn de kaboutergeschiedenis, hun leefgebieden, hun anatomie, hun ziekten, kaboutersoorten, voortplanting, de bouw en inrichting van een kabouterwoning, het dagritme van een kabouter, voedselbereiding en omgang met andere wezens, zoals dieren en trollen. Het boek is geschreven met instemming van de kabouters en bevat interviews met hen.
Opvallend zijn de illustraties van Rien Poortvliet, die een sleutelrol in het boek vervullen.
Het boek wordt afgesloten met een negental verhalen waarin kabouters een sleutelrol spelen, bijvoorbeeld over hoe ze een oud Oekraïens vrouwtje helpen, hoe ze een groep hazen redden van de verdrinkingsdood, confrontaties met trollen, en hoe ze een boosaardige Siberische kabouter en een tirannieke Zweedse herenboer tot de orde roepen.
In 1981 (na september) verscheen een vervolg op het boek: De oproep der Kabouters.

## Bibliografische gegevens
Rien Poortvliet en Wil Huygen (tekst), Leven en werken van de Kabouter, Bussum, Van Holkema & Warendorf, 1976, ISBN 90 269 4958 8.